# Argentinië op de Olympische Zomerspelen 1908
Eén atleet uit Argentinië nam deel aan de Olympische Zomerspelen 1908 in Londen, Engeland. Het was de tweede deelname. De eerste keer was acht jaar eerder, toen ook één Argentijn meedeed.

## Resultaten per onderdeel

### Kunstschaatsen
| Onderdeel          | Plaats | Schaatser       | Score |
| ------------------ | ------ | --------------- | ----- |
| Mannen individueel | 7e     | Horatio Torromé | 228,9 |

Argentinië · Australazië · België · Bohemen · Canada · Denemarken · Duitsland · Finland · Frankrijk · Griekenland · Groot-Brittannië · Hongarije · Italië · Nederland · Noorwegen · Oostenrijk · Rusland · Turkije · Verenigde Staten · Zuid-Afrika · Zweden · Zwitserland